# Philippinische Kobra

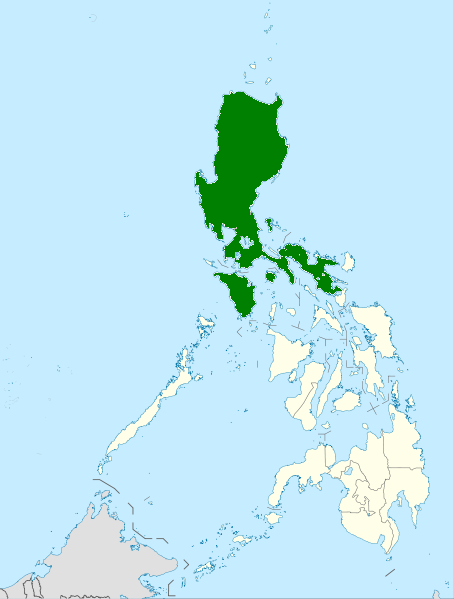
Verbreitungsgebiet der Philippinischen Kobra

Die Philippinische Kobra (Naja philippinensis), auch Philippinen-Kobra, ist eine Speikobra, die zur Gattung der Echten Kobras gehört und ausschließlich auf den Philippinen vorkommt.

## Merkmale
Die Schlange erreicht im Normalfall eine Länge von 1,20 bis 1,60 m, im Einzelfall bis zu 2 m. Die Färbung der Tiere variiert stark zwischen grau, hellbraun, rotbraun, ocker, und dunkelbraun bis fast schwarz. Häufig besitzen die Schlangen eine Nackenzeichnung, welche aus schrägen Streifen besteht. Jungtiere sind dunkelbraun bis olivgrün mit einer hellen, gitterähnlichen Zeichnung auf dem Rumpf. Bei der Philippinischen Kobra hebt sich der abgerundete Kopf kaum vom Körper ab. Wie die meisten Kobras vermag auch sie es, mit Hilfe ihrer verlängerten Nackenrippen, ihren Nacken zu einem Halsschild zu spreizen.

## Lebensweise
Sie ist bodenbewohnend, dämmerungs- und nachtaktiv und bevorzugt keinen bestimmten Lebensraum, daher ist sie praktisch überall zu finden. Allerdings hält sie sich gern in der Nähe menschlicher Siedlungen auf, wo Nahrung und Unterschlüpfe in Fülle vorhanden sind. Zur Nahrung zählen in erster Linie Frösche, Kröten, kleine Säugetiere, Vögel, kleine Reptilien sowie gelegentlich auch andere Schlangen.
Zur Fortpflanzung legt sie bis zu 40 Eier in ein geschütztes und feuchtes Versteck. Auffallend bei dieser Art sind die hohe Reizbarkeit und Nervosität. Vor dem Zustoßen macht sie eine Reihe von Drohgebärden und beginnt fast katzenartig zu fauchen.

## Toxizität
Das Gift dieser Art wirkt sowohl hämo- als auch neurotoxisch. Die Neurotoxine wirken vor allem postsynaptisch und verhindern dort die Bindung von Acetylcholin an den Rezeptor, wodurch sich der damit verbundene Ionenkanal nicht mehr öffnen kann und es zu einem Polarisationsblock kommt. Der dadurch auftretende Atemstillstand erfordert sofortige medizinische Behandlung. Laut einer Studie zeigten sich bei 38 von 39 Bissopfern Symptome, die auf den neurotoxischen Anteil des Giftes zurückzuführen waren. Diese führten bei 19 zu einer Atemlähmung, drei davon innerhalb von 30 Minuten nach dem Biss. Die Sterblichkeitsrate bei philippinischen Reisbauern lag 1987 bei 107 pro 100.000 und Jahr. Auf den Philippinen wird ein monovalentes Antivenin gegen das Gift hergestellt.